# Трета република Южна Корея
Третата република Южна Корея е правителството на Южна Корея от 1963 до 1972 г. Тя е представена като завръщане към гражданското управление след период на управление от военната хунта, известна като Върховен съвет за национално преустройство, който през 1961 г. сваля Втората република. Въпреки това, през този период президентството се управлява от Парк Чун-Хе, който е баща на Пак Кън Хе (Президент на Южна Корея между февруари 2013 г. и март 2017 г.), който е влиятелен представител на хунтата. Той напуска военния си пост, за да стане цивилен на президентските избори.

## История
Парк се кандидатира отново за изборите през 1967 г., като взима 51,4% от гласовете. По това време президентството е конституционно ограничено до два мандата, но през 1969 г. парламента приема конституционно изменение, за да му позволи да управлява трети мандат. Той е преизбран на президентските избори през 1971 г. Водещият опозиционен кандидат е Ким Дае-Юн.
На 6 декември 1971 г. Парк обявява национално извънредно положение. На 4 юли 1972 г. той обявява плановете си за обединение на Корея в съвместно комюнике с КНДР. Парк обявява военно положение на 17 октомври 1972 г., като разпуска парламента. Той също има планове за премахване на народния избор на президента.
Третата република Южна Корея е заменена през 1972 г. от Четвърта република Южна Корея от президента на Третата република Парк Чун-Хе.

## Икономика
Южнокорейската икономика нараства бързо по време на Третата република. Южнокорейското правителство използва притока на чуждестранна помощ от Япония и Съединените щати за предоставяне на заеми за износ на бизнес без лихва. То също така предоставя финансова подкрепа за промишлени проекти, като например изграждането на стоманолеярни.

## Образование
Правителството въвежда редица реформи в образователната система. През 1968 г. входните изпити в средното училище са премахнати, като всички средни училища са равнопоставени.
Също така през 1968 г. е приета Харта на националното образование, която подчертава национализма и антикомунизма в образованието.
Също така, правителството се стреми да намали политическата активност сред колежаните, като увеличава академичната конкуренция. Правителството позволява на университетите и колежите да запълват до 130% от квотите си, така че студентите да бъдат принудени да се конкурират помежду си, за да завършат. Въпреки това, активността на студентите продължава, въпреки тези мерки.

## Международни отношения
Третата република Южна Корея започва да играе все по-важна роля в международните отношения. Отношенията с Япония са нормализирани в споразумение, ратифицирано на 14 август 1965 г. Правителството продължава да поддържа тесните си връзки със Съединените щати и продължава да получава големи суми от чуждестранна помощ. Споразумението за статута на силите е сключено през 1965 г., като изяснява правното положение на американските сили, разположени там. Скоро след това Южна Корея влиза във войната във Виетнам, като в крайна сметка изпраща общо 300 000 войници да се бият на страната на Съединените щати и Южен Виетнам.